# Willa Józefa Kostrzewskiego w Poznaniu
Willa prof. Józefa Kostrzewskiego – willa zlokalizowana w Poznaniu, przy ul. Biskupińskiej 1 (Strzeszyn), pośród lasów zachodniego klina zieleni, w pobliżu koryta Bogdanki.

## Historia
Ośmiopokojowy, piętrowy obiekt zbudował dla swojej rodziny w 1931 prof. Józef Kostrzewski – polski archeolog, odkrywca grodziska w Biskupinie. Prawdopodobnym powodem wybrania przez uczonego tej parceli był jego zachwyt nad pięknem alei, którą jest na tym odcinku ulica Biskupińska. Przeniósł się tu z mieszkania wynajmowanego przy ul. Mickiewicza 34. Działkę (3600 m²) nabył od rodziny Janickich za 2700 złotych. Autorem projektu budynku był Marian Pospieszalski (1930). Bezpłatnie wykonany projekt willi nosił tytuł „Dworek, własność prof. dra Józefa Kostrzewskiego”.
W willi, obok Kostrzewskiego, zamieszkiwały jego dzieci – Zbigniew (również ze swoją rodziną), Bogdan, Przemysław i Maria Jagienka. Czasowo mieszkali tu też: Wacław (młodszy brat profesora) i powinowata żony Kostrzewskiego – Helena Rembowska. Po wojnie, na mocy ówczesnych uregulowań, profesor musiał dokwaterować sublokatorów, którymi zostali jego współpracownicy z Muzeum Archeologicznego. Przez lata zamieszkiwali tu m.in.: Bolesław Kubiak z żoną (kierownik administracyjny Muzeum) i archeolożka Maria Berezowska-Zeylandowa z mężem Andrzejem, literatem.
W końcówce 1939 Niemcy zarekwirowali całość zbiorów i bibliotekę profesora. Rabunek nadzorował osobiście doktor Ernst Nickel – okupacyjny dyrektor Działu Prehistorycznego Muzeum Wielkopolskiego. Ostatecznie zbiory zgromadzone w piwnicach muzeum przetrwały wojnę i uniknęły rabunku oraz dewastacji, jaki spotkał opuszczoną w 1945 willę. Część sprzętów rozkradli wówczas sąsiedzi. Budynek w latach 1939–1945 pełnił rolę leśniczówki.

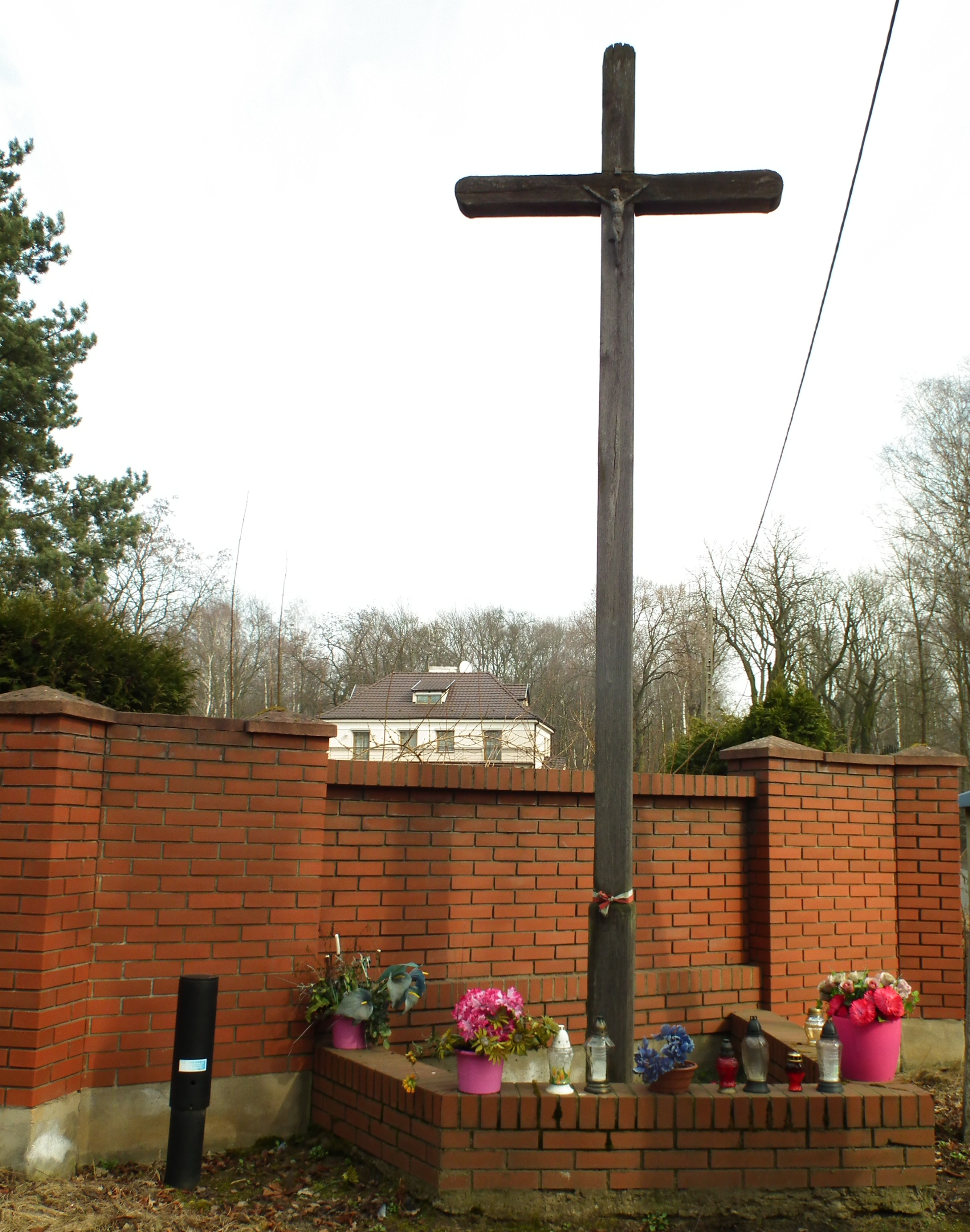
Krzyż dziękczynny

3 marca 1945 Kostrzewski powrócił do rozszabrowanej willi, którą umeblował powtórnie sprzętami pozyskanymi z Rejonowego Urzędu Likwidacyjnego, po nieznanym volksdeutschu z Podolan. Przez pewien czas współdzielił lokale z radzieckimi żołnierzami łączności. Wkrótce wynajął willę m.in. Caritasowi na dom samotnej matki oraz duszpasterstwu akademickiemu. Sam zamieszkiwał w oficynie PTPN na ul. Mielżyńskiego. Po kilku latach powrócił do obiektu.
27 kwietnia do profesora w Muzeum Archeologicznym przybył osobiście ówczesny członek zarządu miejskiego – Piotr Zaremba, by zakomunikować mu, że ulica, przy której stoi willa otrzyma nazwę Biskupińskiej, na cześć odkryć Kostrzewskiego.
W latach powojennych, w obrębie działki, na narożniku ulicy Biskupińskiej i Beskidzkiej, żona Kostrzewskiego wystawiła drewniany krzyż będący dziękczynieniem za ocalenie większości rodziny (syn Przemysław zginął w 1941 w KL Auschwitz) z wydarzeń II wojny światowej.
W niedzielę, 19 października 1969 Kostrzewski zmarł w willi podczas popołudniowej drzemki. Obecnie obiekt jest siedzibą zakładu Inter-Stolan. Właściciel – Władysław Wąsowicz zachował i zabezpieczył dokumentację budynku, a także odnowił willę z zachowaniem detalu historycznego.

## Architektura
Obiekt jest charakterystyczny dla klasycyzujących, symetrycznych budynków, projektowanych przez Pospieszalskiego w latach 1910–1939, wyposażanych w detale i kolumny związane z porządkami antycznymi. Bryła jest horyzontalna, wzniesiona na planie prostokąta, z czterospadowym dachem. Najpewniej ze względów finansowych nie wzniesiono nigdy, figurujących w projekcie bocznych skrzydeł, z których jedno miało być oranżerią, a drugie biblioteką naukową profesora. Pozostałością tego zamysłu są zamurowane, łukowate przejścia z obu stron bocznych willi.

## Znaczenie
W latach powojennych, do końca życia profesora budynek stał się nie tylko pracownią badawczą, ale również nieformalnym ośrodkiem naukowym z biblioteką archeologiczną uchodzącą za najbogatszą w Polsce. Przebywali tu liczni studenci przygotowujący prace naukowe, jak również archeolodzy z całego świata odwiedzający Poznań w celach naukowych.

## Legenda miejska
Wśród mieszkańców Strzeszyna krążyła legenda miejska, w myśl której Polskie Koleje Państwowe rozważały budowę przy willi przystanku kolejowego (linia kolejowa nr 351), aby Kostrzewski nie musiał codziennie dochodzić do stacji Poznań Wola.